# Форт-Томас (Аризона)
Форт-Томас (англ. Fort Thomas) — переписна місцевість (CDP) в США, в окрузі Грем штату Аризона. Населення — 319 осіб (2020).

## Географія
Форт-Томас розташований за координатами 33°1′49″ пн. ш. 109°57′41″ зх. д. / 33.03028° пн. ш. 109.96139° зх. д. (33.030364, -109.961258). За даними Бюро перепису населення США в 2010 році переписна місцевість мала площу 22,46 км², з яких 22,46 км² — суходіл та 0,01 км² — водойми.

### Клімат
| Клімат : Форт-Томас     | Клімат : Форт-Томас | Клімат : Форт-Томас | Клімат : Форт-Томас | Клімат : Форт-Томас | Клімат : Форт-Томас | Клімат : Форт-Томас | Клімат : Форт-Томас | Клімат : Форт-Томас | Клімат : Форт-Томас | Клімат : Форт-Томас | Клімат : Форт-Томас | Клімат : Форт-Томас | Клімат : Форт-Томас |
| Показник                | Січ.                | Лют.                | Бер.                | Квіт.               | Трав.               | Черв.               | Лип.                | Серп.               | Вер.                | Жовт.               | Лист.               | Груд.               | Рік                 |
| Абсолютний максимум, °C | 27,2                | 26,7                | 33,9                | 37,8                | 40,6                | 45,0                | 44,4                | 42,8                | 40,6                | 37,2                | 33,9                | 26,7                | 45,0                |
| Середній максимум, °C   | 15,2                | 18,4                | 21,8                | 26,4                | 30,8                | 35,7                | 36,0                | 34,8                | 32,7                | 27,1                | 19,9                | 15,1                | 26,2                |
| Середній мінімум, °C    | −2,2                | 0,2                 | 2,3                 | 5,4                 | 10,6                | 15,7                | 20,2                | 19,3                | 15,4                | 8,4                 | 1,3                 | −2,2                | 7,9                 |
| Абсолютний мінімум, °C  | −16,1               | −13,9               | −9,4                | −5                  | −1,7                | 4,4                 | 1,7                 | 10,0                | −3,3                | −4,4                | −13,9               | −13,3               | −16,1               |
| Днів з дощем            | 4,5                 | 4,0                 | 3,2                 | 1,6                 | 1,8                 | 1,7                 | 5,4                 | 5,1                 | 3,8                 | 3,1                 | 2,8                 | 3,5                 | 40,5                |
| ----------------------- | ------------------- | ------------------- | ------------------- | ------------------- | ------------------- | ------------------- | ------------------- | ------------------- | ------------------- | ------------------- | ------------------- | ------------------- | ------------------- |
| Джерело: NOAA           |                     |                     |                     |                     |                     |                     |                     |                     |                     |                     |                     |                     |                     |

## Демографія
Згідно з переписом 2010 року, у переписній місцевості мешкали 374 особи в 154 домогосподарствах у складі 97 родин. Густота населення становила 17 осіб/км². Було 206 помешкань (9/км²).
Расовий склад населення:
| - 87,2 % — білих - 5,3 % — корінних американців - 0,3 % — вихідців з тихоокеанських островів - 0,3 % — азіатів - 2,9 % — осіб інших рас |

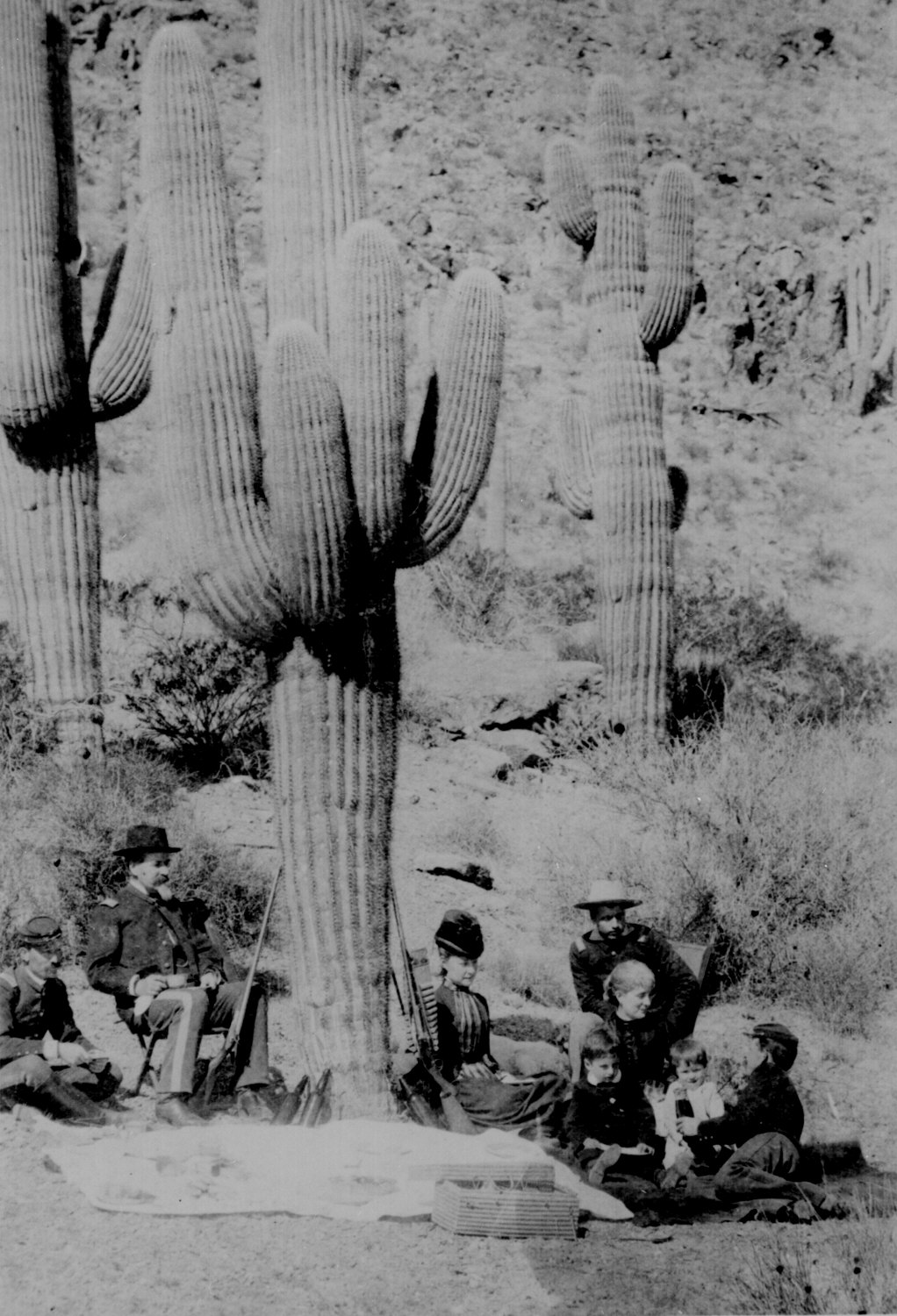
Офіцери армії США та їхні сім'ї на пікніку у Форт-Томасі, штат Аризона, 18 лютого 1886 року.

До двох чи більше рас належало 4,0 %. Частка іспаномовних становила 9,9 % від усіх жителів.
За віковим діапазоном населення розподілялося таким чином: 20,9 % — особи молодші 18 років, 54,8 % — особи у віці 18—64 років, 24,3 % — особи у віці 65 років та старші. Медіана віку мешканця становила 49,6 року. На 100 осіб жіночої статі у переписній місцевості припадало 107,8 чоловіків; на 100 жінок у віці від 18 років та старших — 107,0 чоловіків також старших 18 років.
Середній дохід на одне домашнє господарство становив 46 290 доларів США (медіана — 50 125), а середній дохід на одну сім'ю — 48 910 доларів (медіана — 51 333).
Цивільне працевлаштоване населення становило 160 осіб. Основні галузі зайнятості: освіта, охорона здоров'я та соціальна допомога — 34,4 %, роздрібна торгівля — 26,9 %, сільське господарство, лісництво, риболовля — 18,8 %.